# Portugalia na Letniej Uniwersjadzie 2009
Portugalię na Letniej Uniwersjadzie w Belgradzie reprezentowało 46 zawodników. Portugalczycy zdobyli 5 medali (3 złote i 2 srebrne).
Sporty drużynowe w których Portugalia brała udział:
| Dyscyplina  | Mężczyźni | Kobiety |
| Koszykówka  | ✔         |         |
| Piłka nożna |           |         |
| Piłka wodna |           |         |
| Siatkówka   |           |         |

## Medale

### Złoto
- Nelson Evora – lekkoatletyka, trójskok mężczyzn
- Sara Moreira – lekkoatletyka, bieg na 3000 m z przeszkodami
- Sara Moreira – lekkoatletyka, bieg na 5000 m

### Brąz
- Sonia Tavares – lekkoatletyka, bieg na 100 m
- Ana Cachola – judo, kategoria poniżej 63 kilogramów